# Форд, Мэттью
Мэттью Бёртон Форд (англ. Matthew Burton Forde; 11 февраля 1971) — футболист, выступавший за сборную Сент-Винсента и Гренадин. Участник Золотого кубка КОНКАКАФ 1996.

## Карьера в сборной
В 1996 году Форд был включён в заявку сборной на Золотой кубок КОНКАКАФ 1996, где сыграл во втором матче группового этапа против сборной Гватемалы (0:3) и занял с командой последнее место в группе. В дальнейшем вместе со сборной принимал участие в трёх отборочных турнирах чемпионата мира.